# Засічна риса
Засічна лінія (межа, смуга) — це лінія оборони, що складалася з серії заглиблень і насипів, створених для того, щоб перешкоджати просуванню ворога та забезпечувати захист від нападу. Засічні лінії були важливою частиною оборонних споруд і часто використовувалися на території Європи в середньовіччі, особливо на прикордонних землях.

## Історія
Засічні лінії виникли в епоху середньовіччя як елемент так званих "дерев'яних укріплень", що включали в себе копиці, рови і земляні вали. Одним з найбільш відомих прикладів є система засічних ліній, що охоплювала території Київської Русі. Вони слугували для захисту від нападу ворогів, а також як засіб для маркування кордонів.

## Конструкція
Засічна лінія складалася з двох основних елементів:
1. Вали — земляні насипи, які створюються шляхом переміщення землі з рову або з іншої місцевості.
2. Рови — канави, викопані вздовж вали, призначені для утруднення руху супротивника.

Засічні риси часто супроводжувалися іншими оборонними спорудами, такими як дерев'яні стіни, башти та ворота.

## Функції
Основною функцією засічної рисі було забезпечення перешкоди для просування противника. Вони створювали трудності для переміщення важкої техніки та піхоти, знижуючи ефективність ворожих атак. Окрім того, засічні риси використовувалися як частина стратегічного планування для контролю над певними територіями.

## Приклади
В Україні найбільш відомими є засічні риси на території Чернігівщини та Сумщини, а також на східних кордонах Київської Русі. Засічні риси використовувалися для захисту від кочових народів, зокрема татар, і для запобігання спустошливим набігам.

## Сучасне значення
Сьогодні засічні риси не використовуються в військових цілях, але вони все ще є об'єктами досліджень істориків і археологів, що вивчають давні методи оборони та інженерії. Вони також можуть бути важливою частиною культурної спадщини та туристичних об'єктів.